# Římskokatolická farnost Myslejovice
Římskokatolická farnost Myslejovice je uzemní společenství římských katolíků v arcidiecézi olomoucké.

## Historie farnosti
Do roku 1788 patřily vesnice Myslejovice a Kobylničky k otaslavské farnosti a Křenůvky k určické. Po reformách císaře Josefa II. byl v Myslejovicích postaven nový kostel zasvěcený Zvěstování Panny Marie. Benedikce proběhla 3. května 1789. K nové farnosti byly přifařeny Kobylničky i Křenůvky. Při založení měla farnost 606 členů (313 z Myslejovic, 192 z Křenůvek, 107 z Kobylniček). Nový kostel byl vymalován olomouckým umělcem Františkem Přečkem roku 1891. Strop zdobí fresky Narození Páně, kázání sv. věrozvěstů a sv. Cecílie. Dochoval se i barokní kalich z roku 1705. Poslední opravy kostela proběhly v letech 1969–1970. Byla sundána makovice s křížem jelikož pokrývač zjistil, že je prostřílena a dokumenty uložené uvnitř jsou znehodnocené. Opravu kostela i uložení dokumentů doprovázela nevole komunistických politiků. Po smrti krumsínského faráře Jaroslava Ambrože převzal myslejovickou farnost určický kněz Jan Jiříček.

## Duchovní správci
Farnost byl od listopadu 2012 spravována určickým salvatoriánem L. A. Rackowiakem. Toho od července 2019 vystřídal jako administrátor excurrendo jeho řeholní spolubratr P. Mgr. Pavel Barbořák SDS.

## Bohoslužby
| Kostel                 | Místo       | Bohoslužba (den) | Hodina | Poznámka     |
| ---------------------- | ----------- | ---------------- | ------ | ------------ |
| Zvěstování Panny Marie | Myslejovice | neděle           | 8.00   | farní kostel |

## Aktivity ve farnosti
Ve farnosti se pravidelně̟ koná tříkrálová sbírka. V roce 2018 se vybralo v Myslejovicích více než 15 tisíc korun.